# Parasquillidae
Super-famille
Famille
Les Parasquillidae sont une famille de stomatopodes (« crevettes-mantes ») ravisseuses.

## Liste des genres
Selon World Register of Marine Species (9 janvier 2015) :
- genre Faughnia Serène, 1962 -- 4 espèces
- genre Parasquilla Manning, 1961 -- 5 espèces
- genre Pseudosquillopsis Serène, 1962 -- 4 espèces